# Slang (sterrenbeeld)

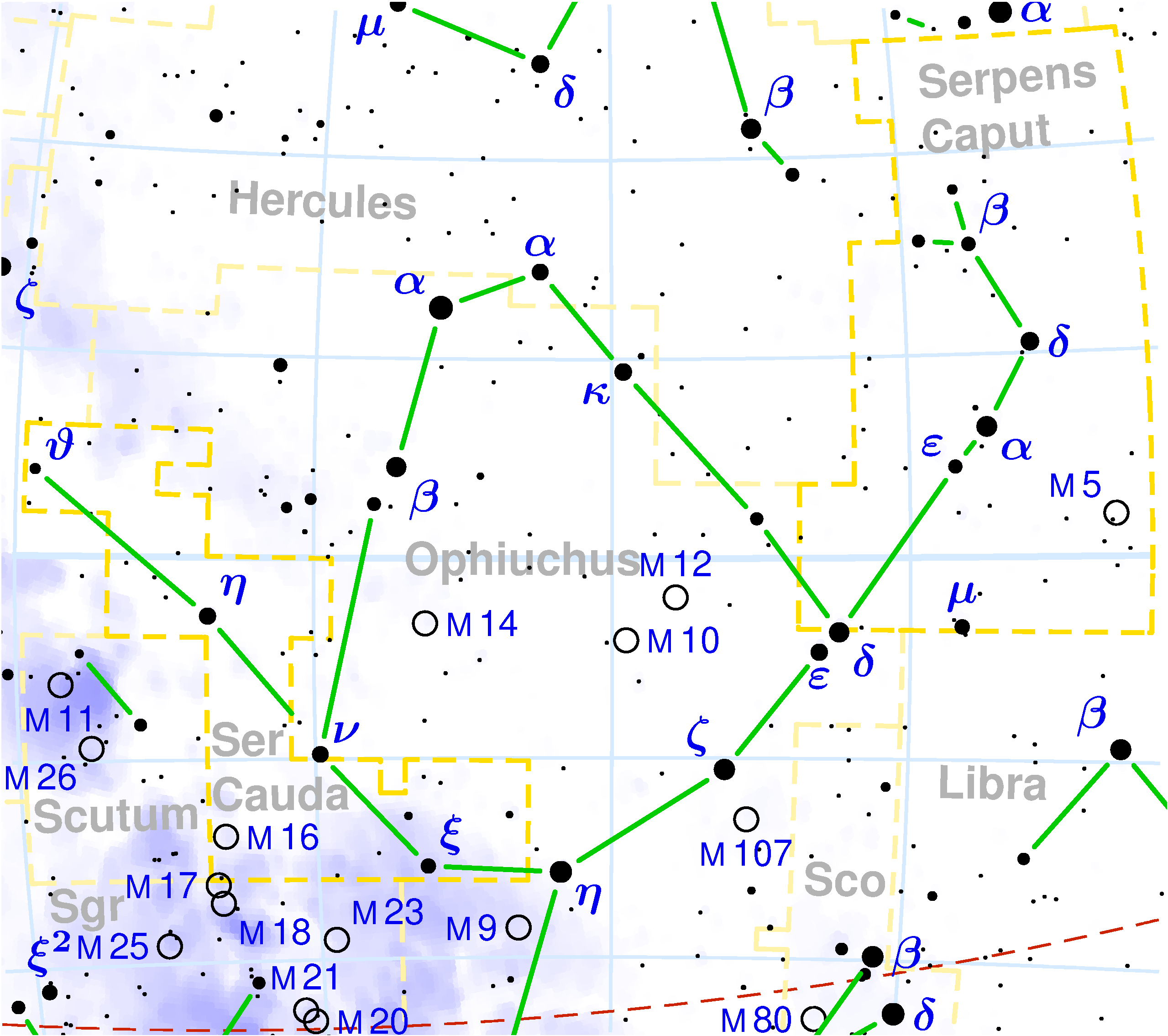
Kaart van beide delen van het sterrenbeeld Slang.

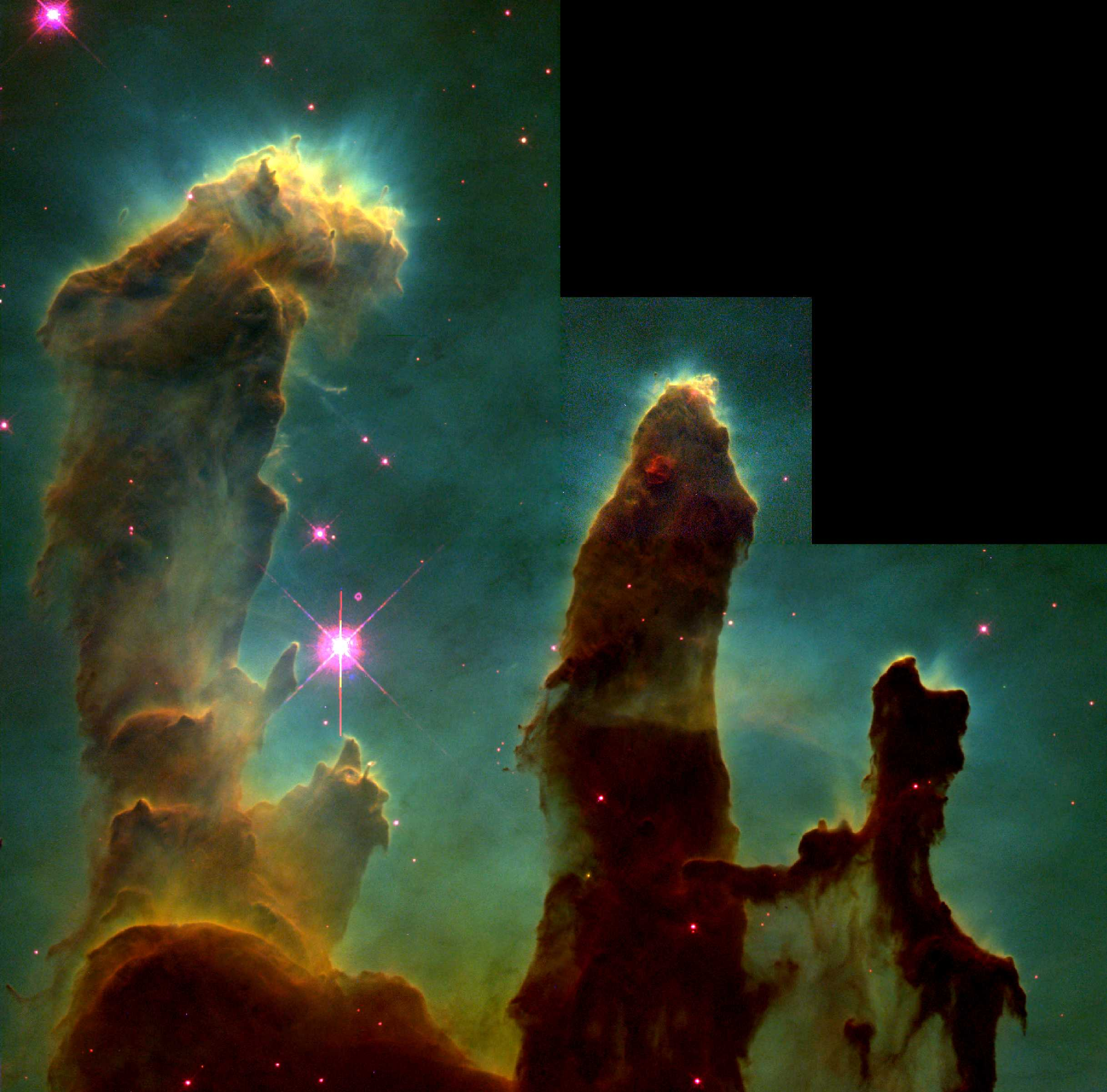
Adelaarsnevel

Slang (Serpens, Latijn voor 'slang', afkorting Ser) is een sterrenbeeld dat uit twee delen bestaat, Serpens Caput (caput betekent kop of hoofd) en Serpens Cauda (cauda betekent staart). De splitsing in twee sterrenbeelden is uniek voor de moderne sterrenbeelden. De twee afzonderlijke sterrenbeelden zijn:
- Serpens Caput (Kop van de Slang) ligt tussen rechte klimming 15u08m en 16u20m en tussen declinatie +26° en −3°.
- Serpens Cauda (Staart van de Slang) ligt tussen rechte klimming 17u15m en 18u56m en tussen declinatie +6° en −16°.

Het sterrenbeeld dat beide delen scheidt is de Slangendrager (Ophiuchus).
Het sterrenbeeld slang is een van de 48 sterrenbeelden genoemd door Ptolemaeus en is een van de 88 moderne sterrenbeelden.

## Sterren
Aangezien het sterrenbeeld Slang bestaat uit twee afzonderlijke gebieden is de toewijzing van de helderheid volgens Bayer verdeeld over de twee delen. Sterren in de kop zijn α, β, γ, δ, ε, ι, κ, λ, μ, π, ρ, σ, τ, χ en ω Serpentis, sterren in de staart zijn ζ, η, θ, ν, ξ, en ο Serpentis.
Slechts een van de sterren van het sterrenbeeld Slang is helderder dan derde magnitude, zodat het lastig te herkennen is.
(op volgorde van afnemende helderheid)
- Unukalhai (α, alpha Serpentis, in de kop)
- δ Serpentis, een dubbelster zonder naam van magnitude 3,8 in de kop
- Alya (θ, theta Serpentis, in de staart)

## Bezienswaardigheden
Twee objecten die voorkomen in de lijst die Charles Messier in de 18e eeuw opstelde liggen in dit sterrenbeeld.
- Messier 5 is een bolvormige sterrenhoop van magnitude 5,6
- Messier 16 is een open sterrenhoop omgeven door de Adelaarsnevel.

## Aangrenzende sterrenbeelden
(per deel met de wijzers van de klok mee)
| Kop van de Slang | Staart van de Slang                                                                     |
| --- | --------------------------------------------------------------------------------------- |
| - Noorderkroon (Corona Borealis) - Ossenhoeder (Boötes) - Maagd (Virgo) - Weegschaal (Libra) - Slangendrager (Ophiuchus) - Hercules | - Slangendrager (Ophiuchus) - Schutter (Sagittarius) - Schild (Scutum) - Arend (Aquila) |